# 최후의 명령
《최후의 명령》(The Last Command)은 미국에서 제작된 조세프 본 스텐버그 감독의 1928년 영화이다. 에밀 재닝스 등이 주연으로 출연하였고 제스 L. 라스키 등이 제작에 참여하였다.

## 출연

### 주연
- 에밀 재닝스
- 에블린 브렌트

### 조연
- 윌리엄 파월
- 잭 레이몬드
- 니콜라스 소사닌
- 마이클 비사로프
- 프리츠 펠드

## 기타
- 프로듀서: J.G. 바크먼
- 미술: 한스 드레이어
- 자막: 허먼 J. 맨키비츠